# 거제 옥포진성지
거제 옥포진성지(巨濟 玉浦鎭城址)는 대한민국 경상남도 거제시 옥포동 남쪽 바닷가의 북쪽마을에 있는 돌로 쌓은 산성이 있던 곳이다. 1990년 12월 20일 경상남도의 기념물 제104호 옥포성으로 지정되었다가, 2018년 12월 20일 현재의 명칭으로 변경되었다.

## 개요
경상남도 거제시 옥포동 남쪽 바닷가의 북쪽마을에 있는 돌로 쌓은 산성으로, 『증보문헌비고』에는 둘레 1,074척 높이 13척이라 하였다.
고려말부터 조선초까지 수십차례에 걸친 왜적의 침입으로 폐허가 되었는데, 조선 세조 때 남해안의 해안방비를 강화하기 위하여 옥포와 조라포 등에 수군이 머물 수 있도록 7개의 진(鎭)을 설치하게 된 후부터 차차 활기를 되찾은 것으로 보인다.
성을 쌓은 시기에 대해서는 여러 가지의 기록이 있는데 『신증동국여지승람』에 의하면 옥포 수군 만호(조선시대 때 각도의 여러 진에 붙은 종 4품의 무관직)가 머물던 성이라 기록되어 있으며, 『증보문헌비고』에는 성종 19년(1488)에 성을 쌓아 왜적을 방어하였다고 한다. 그러나 『조선왕조실록』에는 성종 21년(1490)으로 기록되어 있어 성을 쌓은 시기는 성종 19년에 시작하여 성종 21년에 완성된 것으로 여겨진다.
옥포는 선조 28년(1592) 이순신 장군이 옥포에 머무르고 있던 왜적의 배 300여척 가운데 26척을 격파시킨 최초의 해전인 옥포 해전이 일어난 곳이다. 현재 도시화되는 과정에 의해서 성은 거의 훼손되어 성벽의 일부와 축대 등만이 남아있다.

## 참고 자료
- 옥포성 - 국가유산청 국가유산포털